# Michael Hammers
Michael Hammers (* 1. August 1965 in Aachen) ist ein deutscher Kunstschmied, Künstler, Designer und Szenograph.

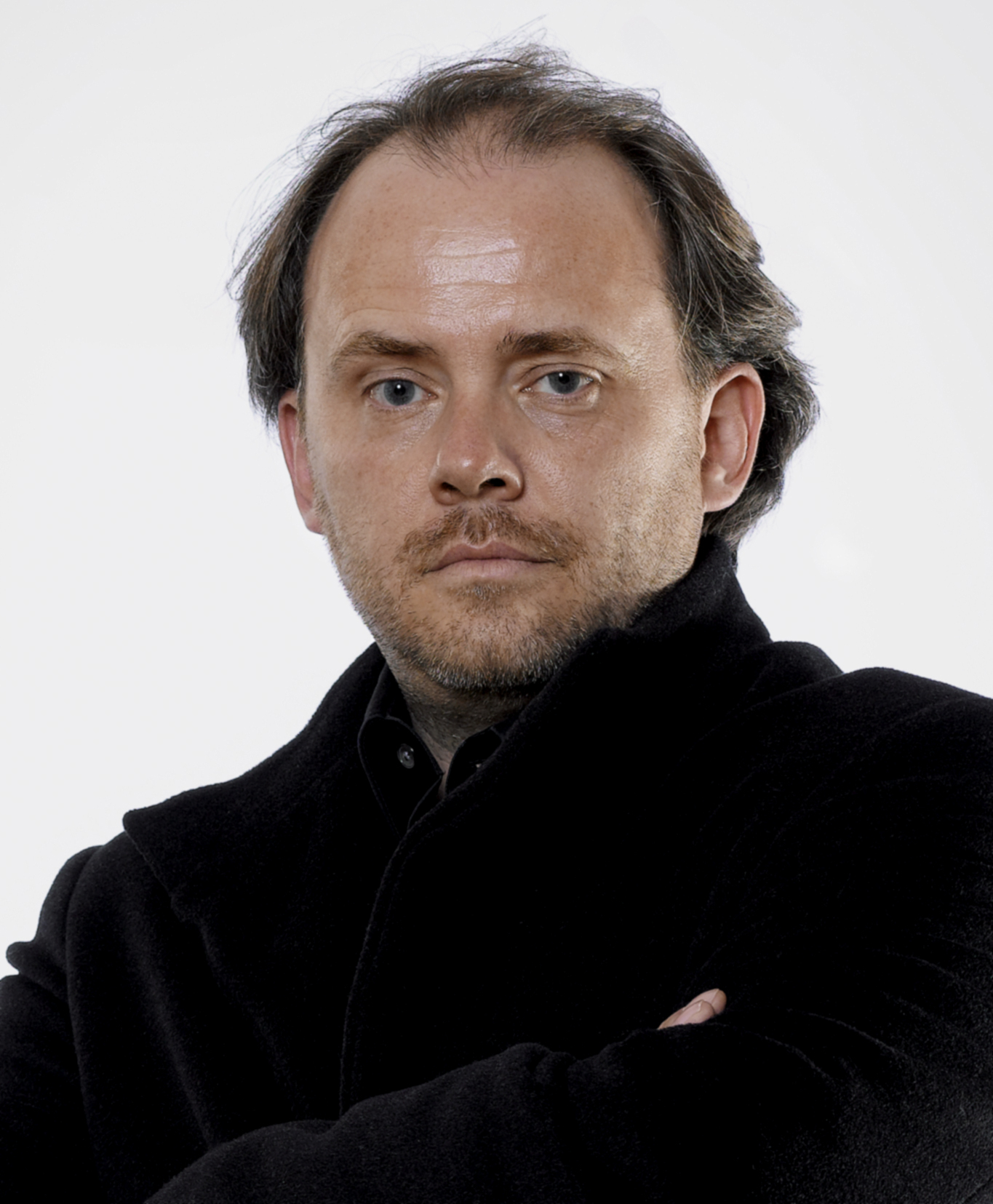
Michael Hammers

## Leben

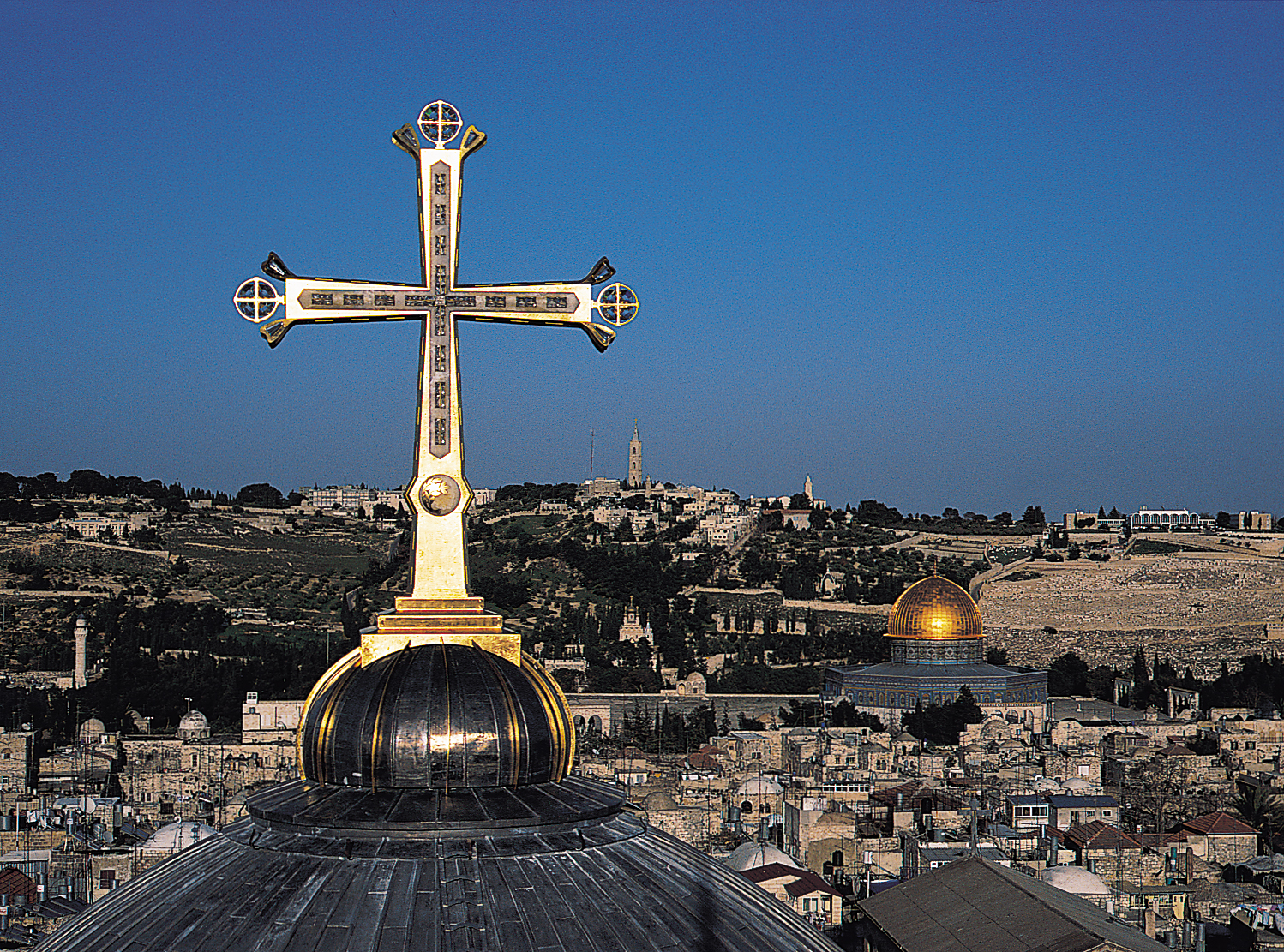
Lichtkreuz über dem Katholikon der Grabeskirche in Jerusalem 1996

Nach dem Abitur 1984 am Kaiser-Karls-Gymnasium durchlief Hammers eine Lehre als Schmied und arbeitete im Anschluss in mehreren Werkstätten. 1992 legte er die Meisterprüfung als Kunstschmied und Metallgestalter mit Auszeichnung ab. 1994 gründete er mit dem Architekten Johannes Nagel die Werkstätten Nagel Hammers. Ab 1997 nahm er Unterricht in klassischem Gesang.
1996 war er für die Verpackung und den Transport des monumentalen Lichtkreuzes, das die Kuppel über dem sogenannten Katholikon auf der Grabeskirche in Jerusalem bekrönt, zuständig. Der Entwurf stammte vom Wesselinger Bildhauer Paul Nagel und dem Architekten Johannes Nagel. Das technische Konzept und die Ausführungsplanung wurden vom Architekturbüro Johannes Nagel erstellt. Die Ausführung übernahmen die Werkstätten Nagel Hammers. Die Montage vor Ort leitete der Werkstattmeister Andreas Grape.
Ab 2006 führte er die Michael Hammers Artmanship ein und arbeitete seitdem als freischaffender Künstler und Designer. Unter anderem gestaltete er die Goldene Wand im neuen Haus für Mozart der Salzburger Festspiele. Er wandte sich vermehrt auch audiovisuellen Arbeiten zu. Sein Film „From the Infinity of the Cosmos“, eine Hommage an Maria Callas, wurde 2007 in der Metropolitan Opera, New York, uraufgeführt. 
2007 gründete er die „Michael Hammers Studios GmbH“, in der Handwerker, Architekten, Designer und Ingenieure gemeinsam arbeiten. Hammers entwickelt dabei vor allem die künstlerischen und technischen Grundkonzepte. Seine Materialien sind Metall, Stein, Holz, Glas, Licht und Farbe. 2011 gründete er die Schmiede Aachen.
2012 begann in freier Künstlergemeinschaft die Zusammenarbeit mit dem Maler Rafael Ramírez Máro. Er arbeitet auch mit und für den deutschen Künstler Kai Althoff.
2013 entwickelte Hammers das von ihm 2011 mit dem Arrangeur und Keyboarder Andreas Brouwers begonnene Konzertformat „Michael Hammers – A Night Before Christmas“ zu einer vorweihnachtlichen musikalischen Veranstaltung weiter. Bei den Konzerten 2014 war der Stargast die US-amerikanische Sängerin Angela Workman.

## Ehrungen
- 2010 Ernennung zum Ehrenmitglied der Fachinnung Metall Rhein Erft
- 2016 Träger des Krüzzbrür-Ordens des Pfarrausschusses Heilig Kreuz, Aachen[6]

## Werke
- 2000: The Millennium Cross Of Light, Entwurf Stefano Ricci, Rom
- 2001: The World’s Largest Crystal Octahedron, Gemological Institute of America’s (GIA), San Diego
- 2002: Northern Lights, Swarovski Kristallwelten, Wattens, Österreich
- 2004: The Swarovski Star[7], Rockefeller Center Christmas Tree, Michael Hammers, New York
- 2005: Voyage, Entwurf Yves Béhar, Swarovski Crystal Palace, Mailand, Italien
- 2005: Joie, Crystal Waterfall, Top Of The Rock, Rockefeller Center, Michael Hammers, New York
- 2005: Radiance, Crystal Geode, Top Of The Rock, Rockefeller Center, Michael Hammers, New York
- 2006: Goldene Wand, Kleines Festspielhaus, Salzburg, Österreich
- 2006: Swarovski Gallery, Rockefeller Center, New York
- 2007: Infinity of the Cosmos, Avantgardefilm über das Leben von Maria Callas, Metropolitan Opera, New York
- 2008: Electric Fountain, Entwurf Tim Noble und Sue Webster, Rockefeller Center, New York
- 2009: Crystal Wall Beijing, World Financial Center, Peking, Volksrepublik China
- 2009: The Swarovski Star[8], Lichtinszenierung, Rockefeller Center Christmas Tree, New York
- 2010: Stadtmuseum Bruck, Museumskonzept und Ausstellungsdesign, Bruck a.d.Mur, Österreich[9]
- 2013: Michael Hammers - A Night Before Christmas, Entwicklung eines vorweihnachtlichen Jazz-Showformates
- 2014: Kaiser, Tod und Teufel, Installation zum 1200. Todestag Karls des Großen, Arbeitsgemeinschaft mit Rafael Ramírez Máro
- 2014: Stern der Innsbrucker Bergweihnacht[10]
- 2015: Ich bin Heimat!, gemeinsame Videoinstallation mit dem Medienbunker Marxloh für die Duisburger Akzente 2015[11]
- 2015: In anderem Licht, Lichtinstallation für die Aufführung der h-Moll-Messe von Johann Sebastian Bach, Musikhalle Hamburg, Hamburger Symphoniker, Gächinger Kantorei, Jeffrey Tate[12]
- 2017: Mitwirkung an dem Denkmal für die Opfer des Anschlag auf den Berliner Weihnachtsmarkt 2016[13]